# (2498) Tsesevich
(2498) Tsesevich (1977 QM3; 1972 RE3; 1975 EA1; 1977 RP3) ist ein ungefähr elf Kilometer großer Asteroid des mittleren Hauptgürtels, der am 23. August 1977 vom russischen (damals: Sowjetunion) Astronomen Nikolai Stepanowitsch Tschernych am Krim-Observatorium (Zweigstelle Nautschnyj) auf der Halbinsel Krim (IAU-Code 095) entdeckt wurde. Er gehört zur Koronis-Familie, einer Gruppe von Asteroiden, die nach (158) Koronis benannt ist.

## Benennung
(2498) Tsesevich wurde nach dem russischen Astronomen Wladimir Platonowitsch Zessewitsch (1907–1983) benannt, der Direktor der Odeska Astronomitschna Obserwatorija (Odessa-Sternwarte, IAU-Code 086) war. Er untersuchte die Helligkeit des Asteroiden (433) Eros und verfasste ein Handbuch für Amateurastronomen.